# Primula halleri
Primula halleri är en viveväxtart som beskrevs av J. F. Gmelin. Primula halleri ingår i släktet vivor, och familjen viveväxter. Inga underarter finns listade i Catalogue of Life.

## Bildgalleri

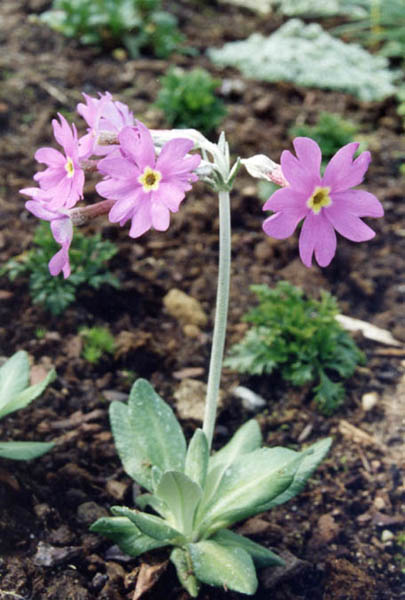
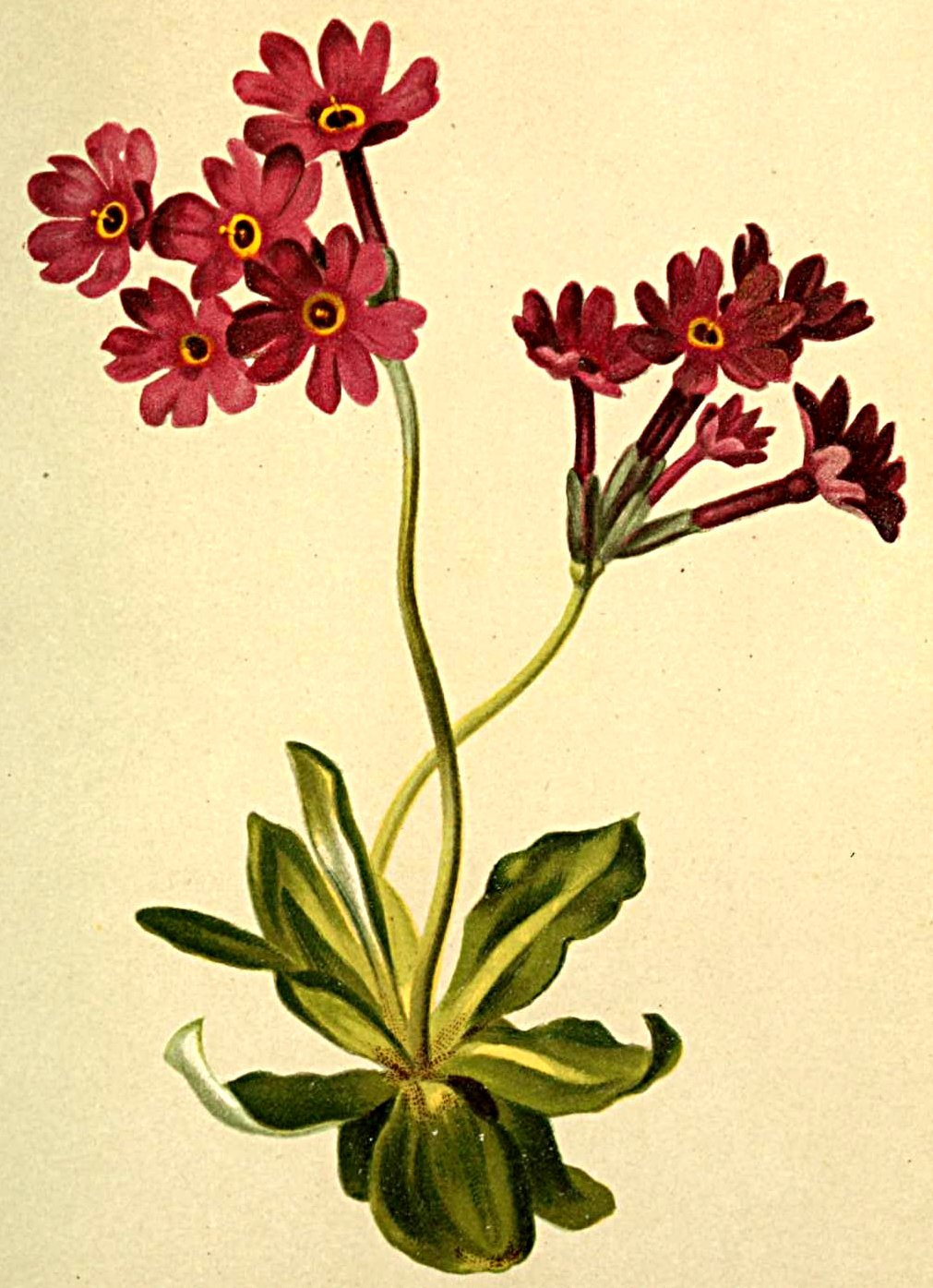
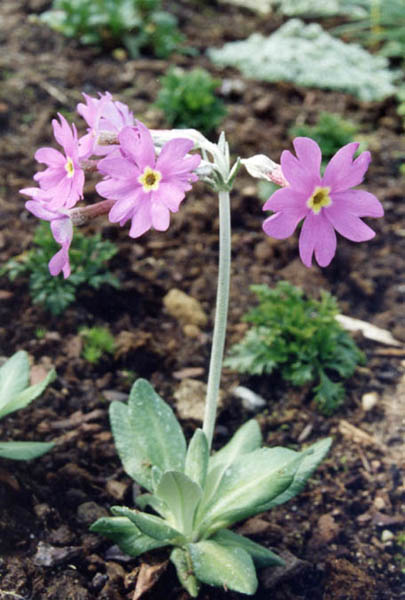